# Nephrotoma handschiniana
Nephrotoma handschiniana is een tweevleugelige uit de familie langpootmuggen (Tipulidae). De soort komt voor in het Oriëntaals gebied.